# Madagascar ai Giochi della XXIX Olimpiade
Il Madagascar ha partecipato ai Giochi della XXIX Olimpiade di Pechino, svoltisi dall'8 al 24 agosto 2008, con una delegazione di 6 atleti.

## Atletica leggera
| Gara                    | Atleta                       | Batterie | Batterie | Quarti | Quarti | Semifinali | Semifinali | Finale | Finale |
| Gara                    | Atleta                       | Tempo    | Pos.     | Tempo  | Pos.   | Tempo      | Pos.       | Tempo  | Pos.   |
| ----------------------- | ---------------------------- | -------- | -------- | ------ | ------ | ---------- | ---------- | ------ | ------ |
| 110 m ostacoli maschili | Joseph-Berlioz Randriamihaja | 13"91    | 5        |        |        |            |            |        |        |
| 100 m femminili         | Nirinaharifidy Ramilijaona   | 12"07    | 5        |        |        |            |            |        |        |

## Judo
| Gara  | Atleta       | Preliminari | Tabellone principale                     | Tabellone principale | Tabellone principale | Tabellone principale | Tabellone principale | Ripescaggi | Ripescaggi | Ripescaggi | Ripescaggi |  |
| Gara  | Atleta       | Preliminari | Sedicesimi                               | Ottavi               | Quarti               | Semifinali           | Finale               | 1º turno   | Quarti     | Semifinali | Finale     |  |
| ----- | ------------ | ----------- | ---------------------------------------- | -------------------- | -------------------- | -------------------- | -------------------- | ---------- | ---------- | ---------- | ---------- |  |
| 60 kg | Norbert Elie |             | Kim Kyong-Jin (Corea del Nord) 0000-1000 |                      |                      |                      |                      |            |            |            |            |  |

## Nuoto
| Gara                        | Atleta                             | Batterie | Batterie | Semifinali | Semifinali | Finale | Finale |
| Gara                        | Atleta                             | Tempo    | Pos.     | Tempo      | Pos.       | Tempo  | Pos.   |
| --------------------------- | ---------------------------------- | -------- | -------- | ---------- | ---------- | ------ | ------ |
| 100 m dorso maschili        | Erik Rajohnson                     | 1'08"42  | 59       |            |            |        |        |
| 50 m stile libero femminili | Tojohanitra Andriamanjatoarimanana | 28"54    | 60       |            |            |        |        |

## Pugilato
| Gara         | Atleta                  | Sedicesimi                     | Ottavi | Quarti | Semifinali | Finale |
| ------------ | ----------------------- | ------------------------------ | ------ | ------ | ---------- | ------ |
| Pesi leggeri | Jean de Dieu Soloniaina | Francisco Vargas (Messico) 2-9 |        |        |            |        |